# Jahcoozi

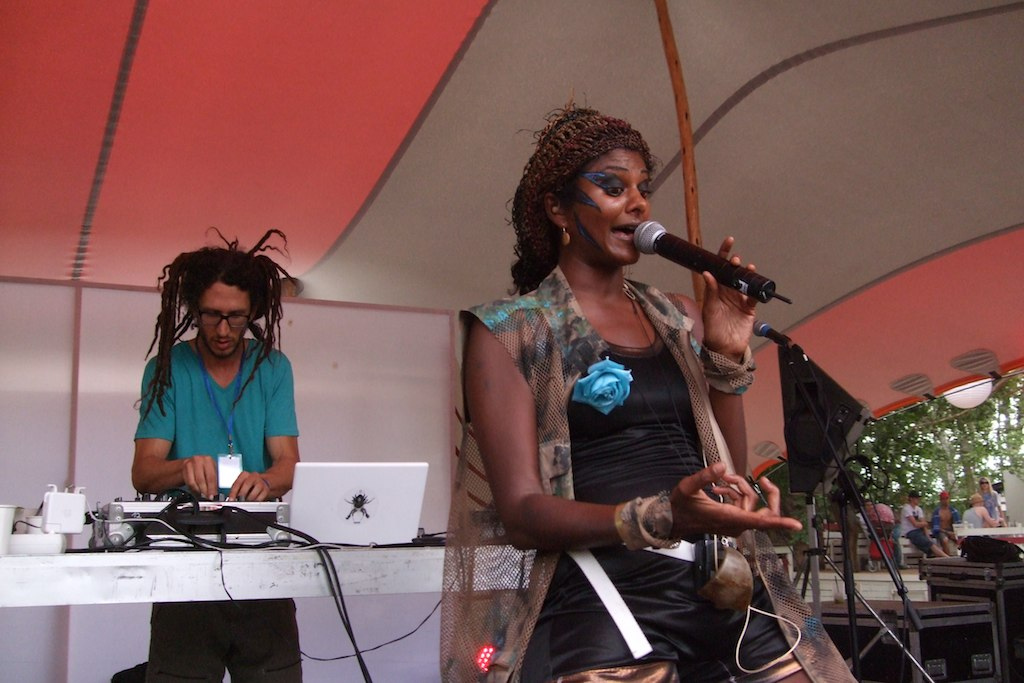
Jahcoozi sur scène en 2010.

Jahcoozi est un groupe de musique berlinois.
Le groupe est composé de :
- Sasha Perera, chanteuse née à Londres, d'origine Sri-lankaise. En 2000, elle quitte Londres pour Berlin, puis s'installe au Zimbabwe ;
- Robot Koch, qui est un producteur allemand, qui rejoint Berlin en 1999 pour fonder le label Hamton Recordings ;
- Oren Gerlitz alias Baba Massive, qui quitte Tel-Aviv pour Berlin en 2001. Oren est musicien de jazz.